# Narog
De Narog is in de fictieve wereld Midden-aarde van J.R.R. Tolkien een van de grote rivieren in Beleriand.
De bron van de rivier ligt in de Ered Wethrin bij de koude Plassen van Ivrin. Vanaf daar stroomt de rivier zuidwaarts. Ten zuiden van het Veld van Tumhalad stroomt de rivier Ginglith in de Narog. Vanaf hier stroomt de rivier verder zuidwaarts door de Taur-en-Faroth; de heuvels waaronder Nargothrond ligt. Nargothrond betekent in het Sindarijns: Groot ondergronds slot bij de rivier Narog.
Ten slotte mondt de rivier uit in de Sirion. Dit is in de Nan-Tathren. Het schone Wilgenland in het zuiden van Beleriand, nabij de Monding van de Sirion.